# Sparbanken Norrland
Sparbanken Norrland var en svensk sparbank, bildad 1984 genom sammanslagning av Västerbottens sparbank och Sparbanken Västernorrland. Trots namnet omfattade banken bara två av de fem Norrlandslänen.
Planerna på en fusion offentliggjordes i oktober 1983 och den nya banken kunde inleda sin verksamhet den 18 april 1984. Den var då landets sjätte största sparbank med 63 kontor.
1986 uppgick Örnsköldsviks sparbank i Sparbanken Norrland.
Under 1991 gick Sparbanken Norrland och tio andra regionala sparbanker samman i Sparbanksgruppen, som 1992 skulle bilda Sparbanken Sverige med Sparbankernas Bank och Svenska Sparbanksföreningen, som i sin tur blev en del av Föreningssparbanken 1997. I samband med sammanslagningen bildades 1991 Sparbanksstiftelsen Norrland som fortsatt att förvalta ägandet i Swedbank.